# Siegmund Loewe

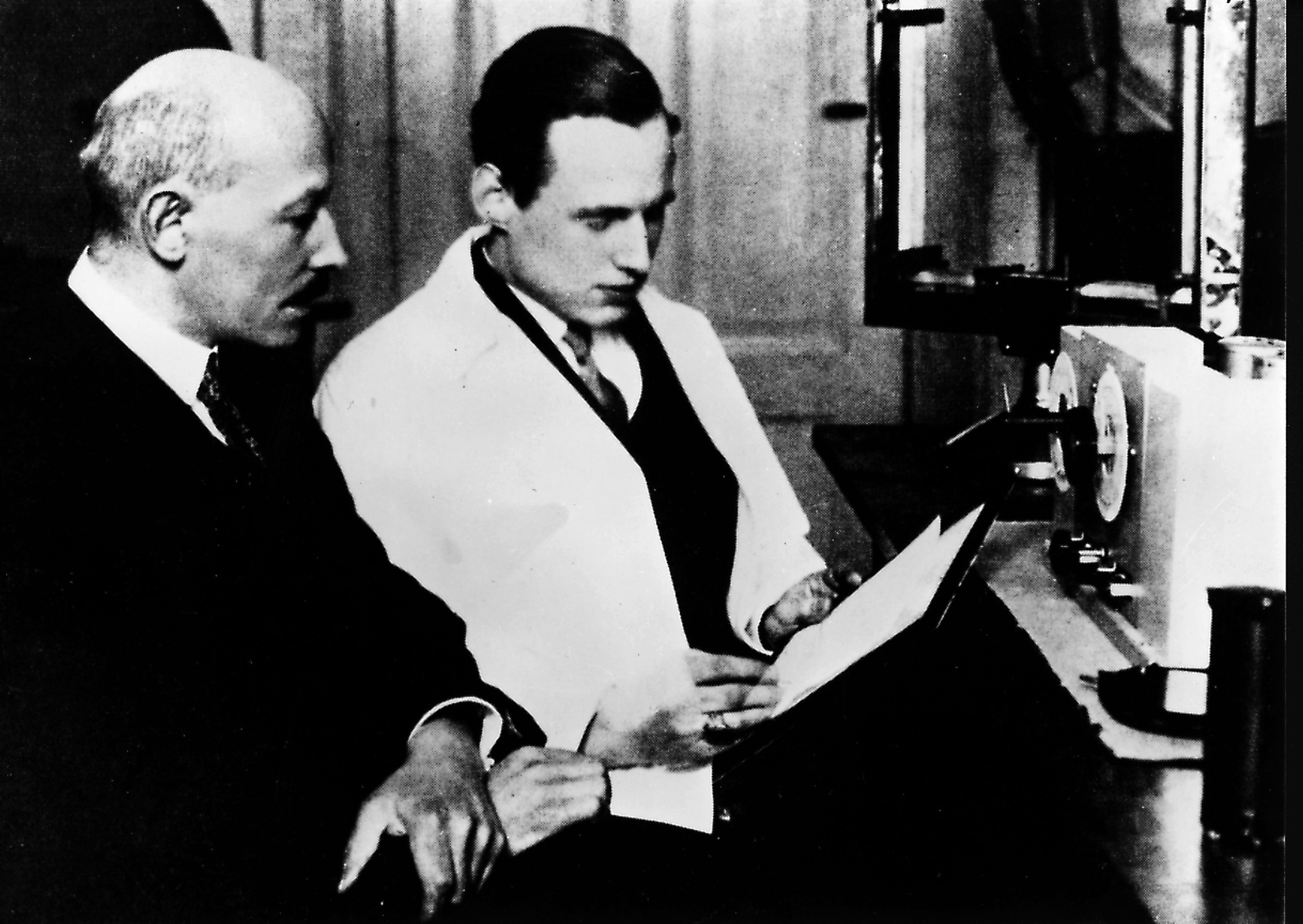
Siegmund Loewe (links) mit Manfred von Ardenne

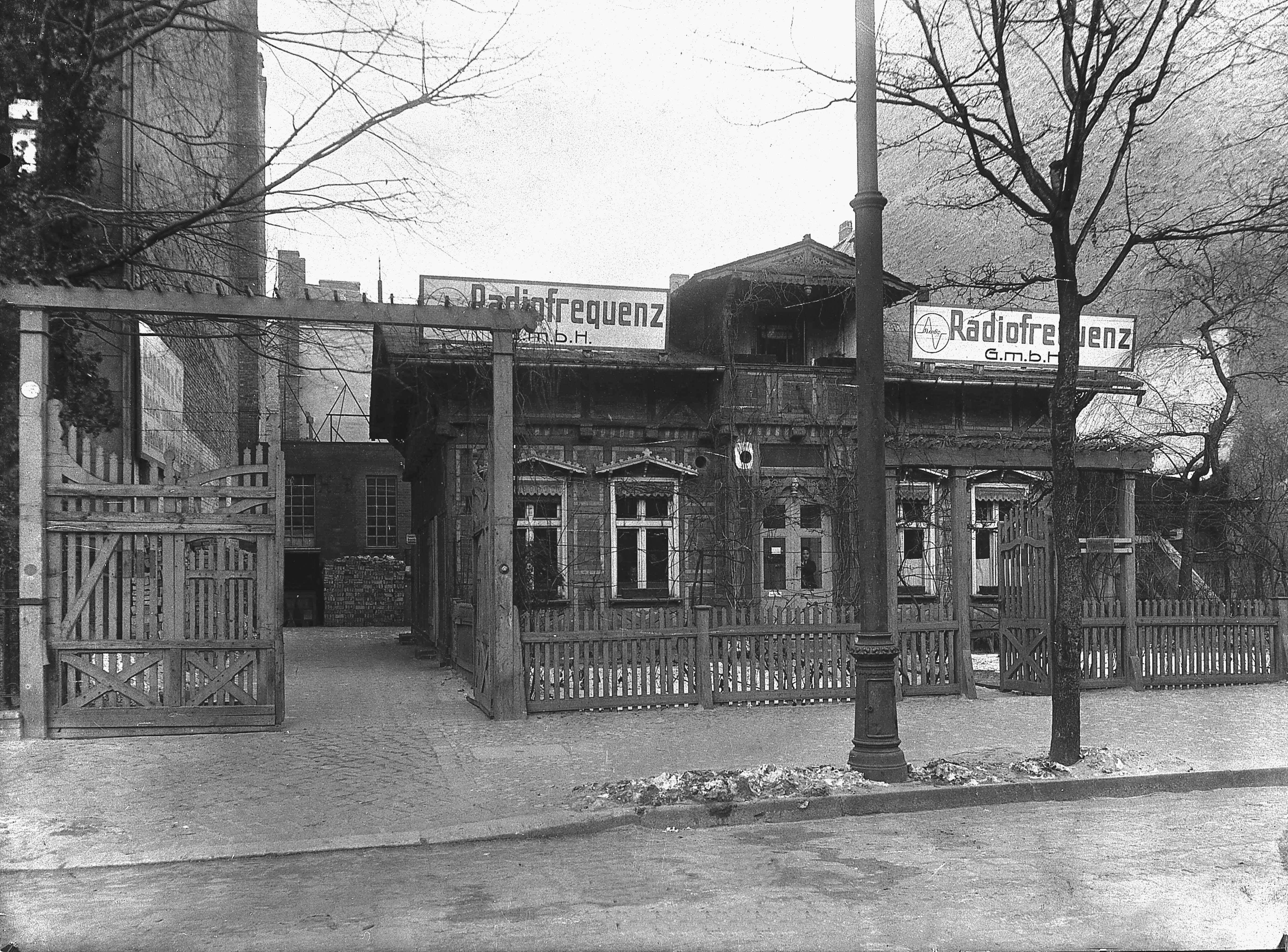
Loewe-Stammhaus 1923 in Berlin-Friedenau, Niedstraße 5

Aktie über 1000 RM der Radioaktiengesellschaft D. S. Loewe vom April 1930

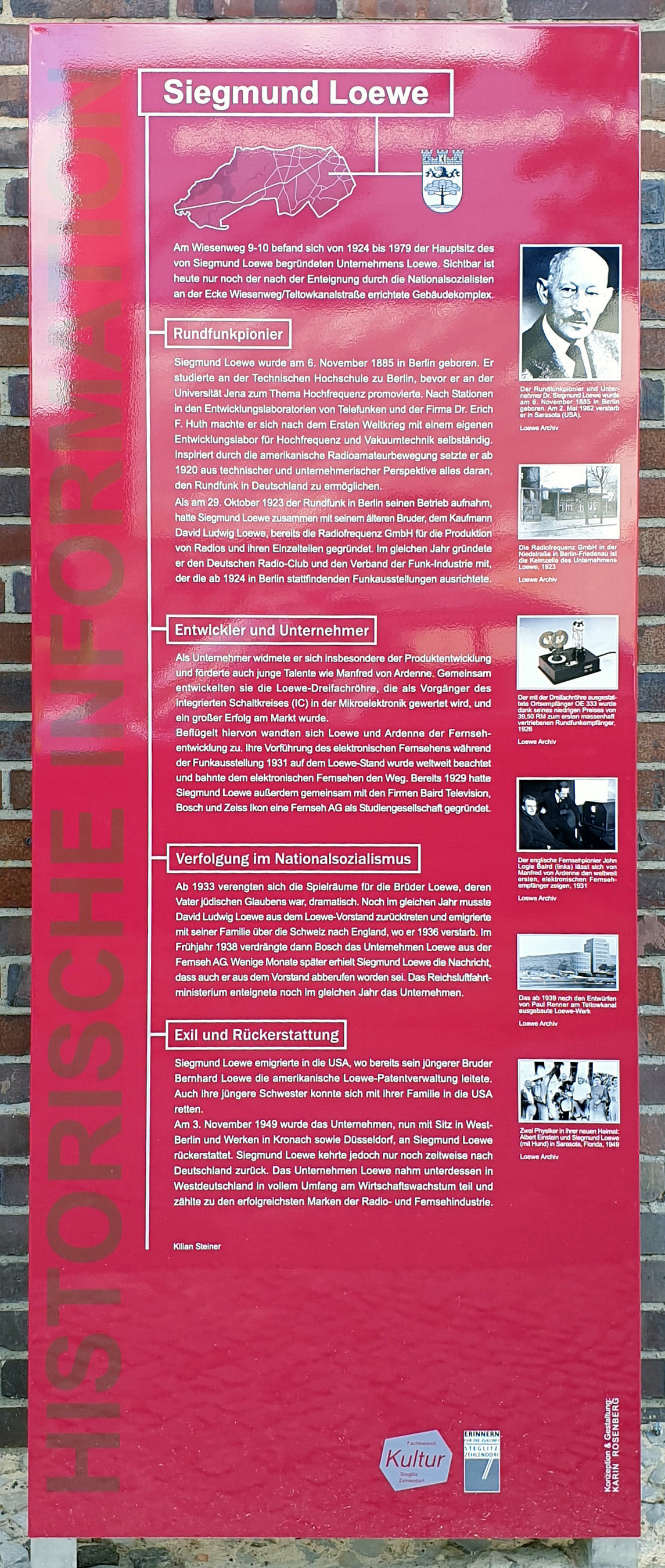
Gedenktafel am Haus Wiesenweg 10 in Berlin-Lankwitz

Siegmund Loewe (* 6. November 1885 in Berlin; † 2. Mai 1962 in Sarasota, USA) war ein Pionier der Radiotechnik und Industrieller. Er war Mitbegründer der Firma „Radioaktiengesellschaft D. S. Loewe“, eines bedeutenden Radioherstellers in den Zeiten der Weimarer Republik und der NS-Diktatur. Die Radio AG D. S. Loewe war das Vorgängerunternehmen der bundesrepublikanischen Loewe-Opta AG, heute Loewe Technology.

## Leben
Siegmund Loewe wuchs in einer jüdisch-christlichen Familie auf: Sein Vater Ludwig, seit 1879 als HNO-Arzt tätig, war jüdisch, seine Mutter Emilie Ernestine Oxen evangelisch. Während der erstgeborene Sohn David Ludwig evangelisch getauft wurde, war der ein Jahr später geborene Siegmund formal Mitglied der jüdischen Gemeinde, allerdings ohne rituelle Aufnahme. Die beiden jüngeren Geschwister Clara und Bernhard wurden anscheinend jüdisch erzogen und wählten später auch jüdische Ehepartner.
Loewe studierte Physik und Elektrotechnik und wurde bei Max Wien in Jena mit magna cum laude zum Dr. phil. promoviert. Sein Spezialgebiet war die Hochfrequenztechnik.
Als Geburtsstunde des Rundfunks in Deutschland gilt der 29. Oktober 1923. An diesem Tag wurde die erste Unterhaltungssendung aus dem Vox-Haus ausgestrahlt. Bereits im Januar 1923 gründete Loewe zusammen mit seinem Bruder David in Berlin-Friedenau, Niedstraße 5, die Firma Radiofrequenz GmbH in den Räumlichkeiten der ehemaligen Mechanischen Werkstatt Grüttner & Lütgert Berlin. Der Oktober 1923 war der Beginn einer Reihe von Loewe-Firmengründungen. Das waren unter anderem die Audion-Werk Dr. S. Loewe GmbH zur Herstellung von Elektronenröhren, bald darauf die Loewe Radio GmbH zur Produktion von Lautsprechern und Widerständen. Im Frühjahr 1924 wurde am Teltowkanal im Bezirk Steglitz (Ortsteil Lankwitz, Wiesenweg 10) ein Werk für die Einzelteil- und Empfängerfertigung errichtet. Die Loewe-Brüder fassten ihre Firmen bald darauf im Werk Berlin-Steglitz zusammen, das 1929 zunächst Sitz Berliner Radio-Handels AG war. 1930 erfolgte die Umfirmierung in „Radioaktiengesellschaft D. S. Loewe“.
Mitte der 1920er Jahre stellte Siegmund Loewe den jungen Autodidakten Manfred von Ardenne ein und entwickelte mit ihm zusammen eine der ersten Mehrsystemröhren. In der sogenannten Dreifachröhre vom Typ 3NF waren außer drei Triodensystemen auch vier Widerstände und zwei Kondensatoren untergebracht. Sie stellte somit einen der ersten integrierten Schaltkreise dar und wurde im Ortsempfänger Loewe OE 333 eingesetzt. Der OE 333 war mit Ausnahme der von den Nationalsozialisten später in Auftrag gegebenen Volksempfänger und DKE 38 („Deutscher Kleinempfänger“) das erfolgreichste Radiogerät in Deutschland vor dem Zweiten Weltkrieg.
Sofort nach der Machtübernahme der Nationalsozialisten wurden die Gebrüder Loewe und ihr Unternehmen vom Regime in der Öffentlichkeit angegriffen. Ein Boykott der Produkte drohte. Die Attacken der NS-Betriebszelle richteten sich zunächst gegen David Loewe. Dieser legte am 27. April 1933 die Geschäftsführung der Radio AG D. S. Loewe und von Audion-Werk Dr. S. Loewe nieder. Gerüchte über Steuer- und Devisenvergehen wurden gegen ihn gestreut, sodass David Loewe Deutschland noch 1933 verließ. Er emigrierte über die Schweiz nach Großbritannien. Siegmund Loewe wurde vorerst geduldet, Ende 1934 stellte er vorausschauenderweise die Zahlung der jüdischen Gemeindesteuer ein. Trotzdem galt er ab 1935 infolge der Nürnberger Gesetze immerhin noch als „jüdischer Mischling“. Um die Firmenpatente für den amerikanischen Markt zu sichern, reiste er 1936 und 1937 für zwei mehrmonatige Aufenthalte in die USA und gründete die Loewe Radio Inc. Auch um eine drohende „Arisierung“ zu erschweren, wurden Aktien an der Radio AG D. S. Loewe an die Loewe-Auslandsgesellschaften in der Schweiz und England übertragen. Die Firmen Bosch und Zeiss Ikon versuchten währenddessen, Loewe aus der gemeinsamen Forschungsgesellschaft Fernseh AG herauszudrängen. Siegmund Loewe wollte im Gegenzug die Selbständigkeit der Firma durch Absprachen mit Telefunken und Philips bewahren.
Die Enteignung der Radio AG D. S. Loewe (ab 1940 Löwe Radio AG, ab 1942 Opta Radio AG) erfolgte 1938, nachdem das Reichsinnenministerium zu der Bewertung gekommen war, Loewes Austritt aus der jüdischen Gemeinde sei unwirksam, weil dieser nicht vor dem zuständigen Amtsgericht erklärt worden war. Daher wurde Siegmund Loewe als „Geltungsjude“ angesehen, – die Produktion von Radio- und Fernsehgeräten war aber seit Ende 1937 „arischen“ Unternehmen vorbehalten. Als Siegmund Loewe während einer Geschäftsreise aus dem Vorstand entlassen wurde, kehrte er nicht nach Deutschland zurück. Er ließ sich in den USA nieder.
1949 wurden die westdeutschen und West-Berliner Unternehmensteile an Siegmund Loewe zurückerstattet und in Loewe Opta AG umbenannt. Während eines Aufenthalts in den USA verstarb Siegmund Loewe und wurde am 28. Mai auf dem Waldfriedhof Dahlem bestattet.

## Gedenken
Nach Siegmund Loewe ist in der Stadt Kronach eine staatliche Realschule und eine Straße in der Nähe des ehemaligen Landesgartenschau-Geländes benannt.
Am 25. September 2024 wurde in Berlin-Lankwitz, Wiesenweg 10, eine Gedenktafel enthüllt.